# (1368) Numidia
(1368) Numidia ist ein Asteroid des Hauptgürtels, der am 30. April 1935 vom südafrikanischen Astronomen Cyril V. Jackson in Johannesburg entdeckt wurde.
Der Name des Asteroiden weist auf das altertümliche nordafrikanische Königreich und spätere römische Provinz Numidien hin.